# Білорусько-польський кордон

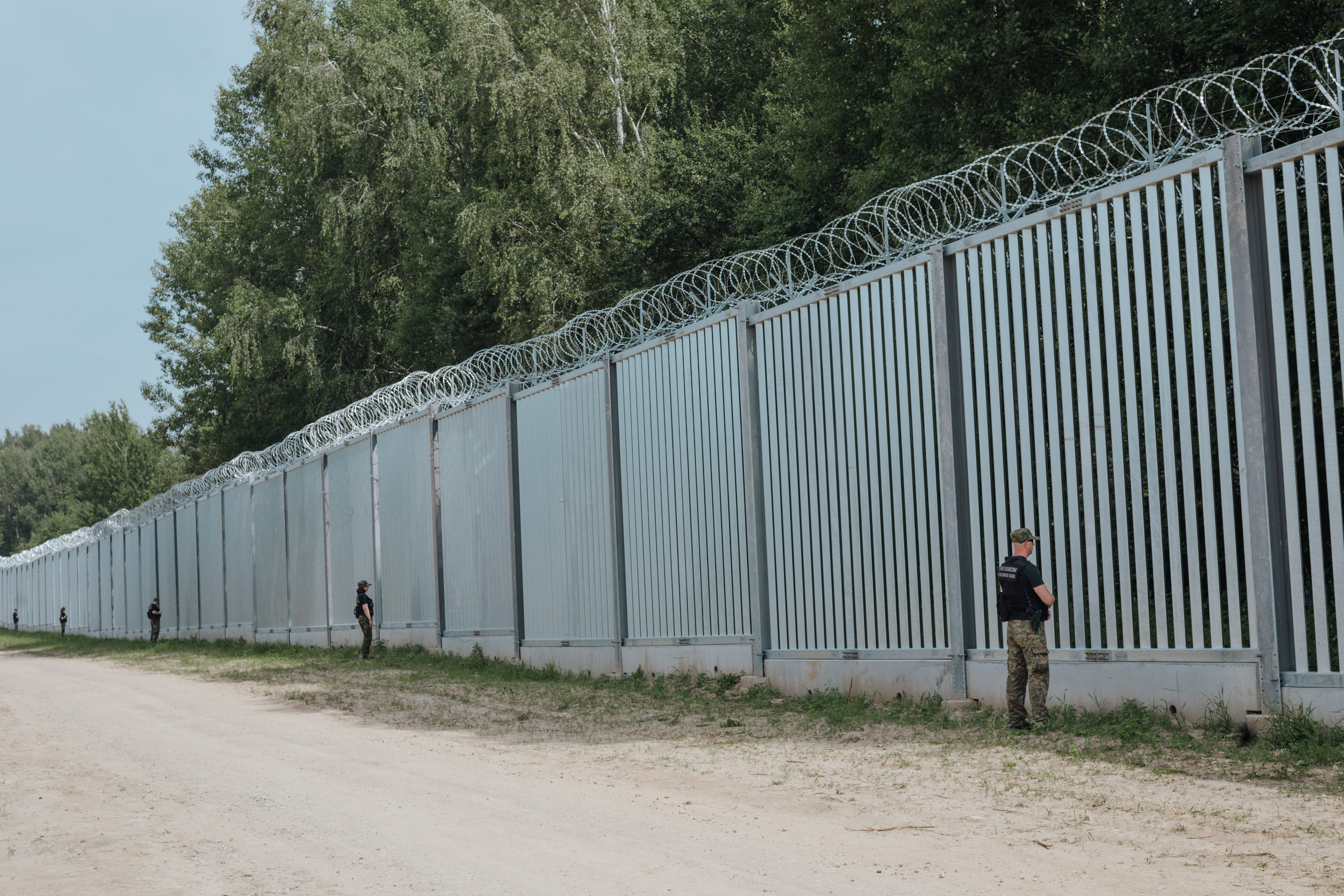
Офіцери польської прикордонної служби, дислоковані біля кордону у 2022 році

Білорусько-польський кордон — державний кордон між Республікою Білорусь та Польщею, довжина якого становить 398,624 км. Є також частиною зовнішнього кордону Європейського союзу з Білоруссю.
Прикордонні ріки (з півночі на південь): Чорна Ганча, Волкушанка, Свіслоч, Нарва, Західний Буг.

## Історія

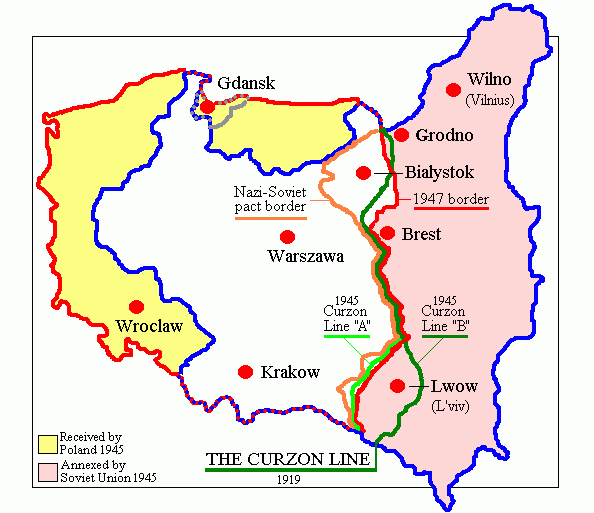
Лінія Керзона та післявоєнна зміна кордонів Польщі

Після вересня 1939 року до складу БРСР були включені території Західної Білорусі. З них створили п'ять нових областей: Барановицьку, Білостоцьку, Берестейську, Вілейську та Пінську.
Утворився білорусько-німецький кордон, який проходив біля міста Остралінка.
Згідно з підписаною 16 серпня 1945 року між СРСР та Польщею угодою про державний кордон, Польщі передавались 17 районів Білостоцької області БРСР разом з Білостоком та 3 райони Берестейської області, де мешкала значна кількість поляків.
В 1946 році під час уточнення державного кордону між СРСР та Польською Народною Республікою зі складу Гродненського району на користь ПНР були передані села Климівка, Міньківці, Номіки, Таки, Толчі, Шимаки, зі складу Сопоцькинського району — села Тодоркавці та Хворостяни.
Після цього кордон між Польщею та Білоруссю не змінювався.

## Прикордонні переходи
Перелік пунктів пропуску через Державний кордон Республіки Білорусь був затверджений наказом Президента Республіки Білорусь від 10 травня 2006 р. № 313
| #  | Назва                        | Тип переходу              |
| -- | ---------------------------- | ------------------------- |
| 1  | Брест — Тересполь            | залізничний               |
| 2  | Гродно — Кузниця Білостоцька | залізничний               |
| 3  | Високолитовськ — Черемха     | залізничний               |
| 4  | Свіслоч — Семенівка          | залізничний               |
| 5  | Берестовіца — Бобровники     | автодорожній              |
| 6  | Брест — Тересполь            | автодорожній              |
| 7  | Брузги — Кузниця Білостоцька | автодорожній              |
| 8  | Домачево — Словатичі         | автодорожній              |
| 9  | Козловичі — Кукурики         | автодорожній              |
| 10 | Піщатка — Половці            | автодорожній              |
| 11 | Гавриліно — Мейкшани         | пункт спрощеного пропуску |
| 12 | Лєсная — Рудавка             | пункт спрощеного пропуску |
| 13 | Перерів — Біловежа           | пункт спрощеного пропуску |

### Перспективи розвитку
Планується створення нового автодорожного пункту пропуску «Софієво — Липщани».